# 15094 Polymele
15094 Polymele è un asteroide troiano di Giove del campo greco. Scoperto nel 1999, presenta un'orbita caratterizzata da un semiasse maggiore pari a 5,1652002 au e da un'eccentricità di 0,0943674, inclinata di 12,99061° rispetto all'eclittica.
L'asteroide è dedicato a Polimela, la madre di Patroclo.

## Missione Lucy
L'asteroide è uno degli otto che la missione spaziale Lucy partita nel 2021 sorvolerà per studiarne la geologia di superficie, albedo, la forma, la distribuzione spaziale dei crateri ed altri parametri, oltre alla composizione dei materiali di superficie e la composizione del sottosuolo. 15094 Polymele sarà il terzo della serie ad essere raggiunto nel settembre 2027.